# Samuil Goldenberg
Samuil Goldenberg, cunoscut și sub pseudonimul G. S. Ardeleanu, (n. 14 iulie 1920, Cernăuți - d. ?) a fost un istoric și profesor universitar român.

## Viața și activitatea
Samuil Goldenberg s-a născut și a urmat studiile secundare în Cernăuți, după care și-a continuat studiile universitare în orașul Cluj. Din 1956 s-a remarcat ca cercetător la Institutul de istorie și arheologie din Cluj și ca asistent, lector si conferențiar la catedra de istorie universală de la Facultatea de Istorie a Universității Babeș-Bolyai din Cluj. De asemenea, a devenit membru al Societății de științe istorice, al comisiei de istorie economică și al Asociației Slaviștilor din România. A participat ca raportor și coraportor la diferite reuniuni internaționale de specialitate.
Pe parcursul vieții, a adus importante contribuții în domeniul istoriei economice românești și universale (axându-se, în special secolele al XVI-lea și al XVII-lea). Studiile sale se evidențiază prin eforturile de a încadra istoria românească cu cea universală. Alte contribuții importante sunt legate de dezvoltarea economică a Transilvaniei.

## Opera
Colaborator la colecția Documente privind istoria României, seria C., Transilvania. 
- Clujul în secolul al XVI-lea. Producția și schimbul de mărfuri, București, 1970.
- Crestomație de istorie universală medie, București, 1970.
- Epoca marilor descoperiri geografice, București, 1971.

### Studii
- „Hallerii. Un capitol din istoria comerțului și a capitalului comercial din Transilvania în sec. XVI”, în Studii. Revistă de Istorie, 1958.
- „Notizie del commercio italiano in Transilvania del secolo XVI”, în Archivio Storico Italiano, 1963.
- „Der Sadhanclel in den Zollrechnungen on Sibiu (Hermannstadt) im 16. Jahrhundert”, în Revue des Études Sud-Est Européennes, 1964.
- „Bistrița in secolul at XVI-lea și relațiile ei comerciale cu Moldova”, în Studia Universitatis Babeș-Bolyai. Historia, 1964.
- „Inventarele din 1553 și 1556 ale minelor si monetăriei din Baia Mare la mijlocul sec. XVI”, în Anuarul Institutului de Istorie din Cluj, 1964.
- „Contribution a l'histoire du commerce roumano-balkanique au XVI siecle”, în Revue Roumaine d'Histoire, 1969.
- „Comerțul, producția și consumul de postavuri de lână în Țările Române (sec. XIV – jum. sec. XVII)”, în Studii. Revistă de Istorie, 1971.
- „Caransebeșul în comerțul sud-est european din secolul at XVI-lea”, în Banatica, 1971.